# مهدي بنعبيد
مهدي بنعبيد (مواليد 24 يناير 1998) هو لاعب كرة قدم مغربي محترف يلعب كحارس مرمى، لنادي الوداد الرياضي وللمنتخب المغربي.

## مسيرته الكروية
ولد المهدي بنعبيد ونشأ في الرباط وبدأ يلعب كرة القدم في حيه مع أصدقائه. عندما كان صغيرا، كان أصدقاؤه يطلبون منه بانتظام أن يتولى منصب حراسة المرمى بفضل أدائه الرائع. وانتهى به الأمر بالتحول بشكل دائم إلى حارس مرمى. التحق في سن مبكرة بأكاديمية نادي الفتح الرياضي حيث هناك تابع تعليمه وتدريبه كرة القدم، حيث شق طريقه في كل فئات النادي ليتم إعارته موسم 2017–18 لنادي اتحاد الخميسات في الدرجة الثانية، ليعود بعد عام واحد لناديه الفتح الرياضي ويكون الحارس الأول.
في 21 يوليو 2023، وقع عقدا مجانيا لمدة ثلاثة مواسم مع نادي الجيش الملكي، بطل المغرب.
في 20 أغسطس 2023، لعب أول مباراة له كلاعب أساسي في دوري أبطال إفريقيا ضد أسكو كارا والتي انتهت بفوز الجيش الملكي (1-0).
وفي 28 ديسمبر 2023، تم اختياره في قائمة المنتخب المغربي، من قبل وليد الركراكي ضمن قائمة تضم 27 لاعبًا للمشاركة في كأس الأمم الأفريقية 2024 بساحل العاج.

## الإنجازات
فردية
- أفضل حارس في الدوري المغربي : 2023[5]

## وصلات خارجية
- مهدي بنعبيد على موقع قاعدة بيانات كرة القدم.إي يو (الإنجليزية)
- مهدي بنعبيد على موقع Soccerway.com (الإنجليزية)
- مهدي بنعبيد على موقع عالم كرة القدم.نت (الإنجليزية)